# 花物語 (吉屋信子)
『花物語』（はなものがたり）は、吉屋信子の少女小説である。少女の繊細な心模様を数々の花に托した54の短編からなる連作集であり、日本の少女小説の代表的作品である。吉屋が小説家として手がけた初めての作品であり、後に重版された単行本の序文で「小説家として世に立つことになった、大きな原因」となる作品であると述べている。

## 作品解説

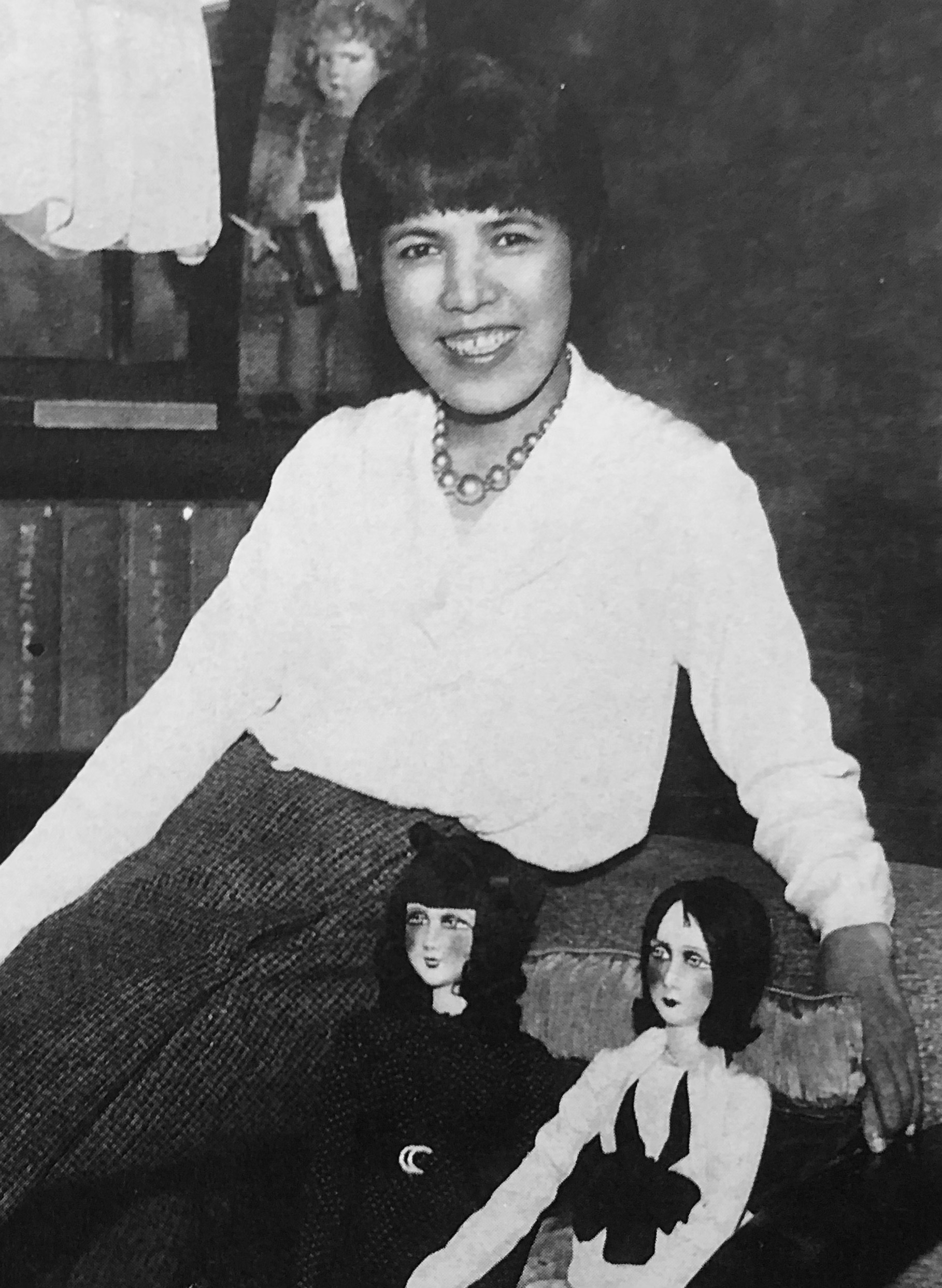
吉屋信子（1928年）

吉屋が20代の頃に執筆した短編連作集で、1編ごとに花にちなんだ表題を掲げ、独特の美文調で綴られている。1916年（大正5年）から1924年（大正13年）まで、雑誌『少女画報』に断続的に連載され、1925年（大正14年）7月から1926年（大正15年）3月にかけて『少女倶楽部』に3編が連載された。挿画は連載された雑誌ごとに異なり、『少女画報』の連載では亀高文子・清水良雄・蕗谷虹児らが描き、『少女倶楽部』の連載では中原淳一が描いた。また、1937年（昭和12年）から2年間、『少女の友』増刊号に再録された際にも中原が挿画を担当した。
当初はある邸の洋館に集まった少女が、1話ごとに花にまつわる悲話を互いに告白する設定であった。ところが、連載を継続するにつれて1話の完結に数ヶ月かかるようになり、情感と共に物語性を重視した話が増えた。
連載中である1920年（大正9年）に洛陽堂から単行本として出版され、その後も交蘭社・実業之日本社・ポプラ社・朝日新聞社・国書刊行会・河出書房新社など、数多くの出版社から単行本が出版された。しかし、洛陽堂を始めとする多くの出版社から単行本が出版された際には、『少女倶楽部』に掲載された最後の2作である「薊の花」「からたちの花」が含まれていないため、この2編を除いた52編を全容と解釈されることが多い。

### 主題
少女の物語は、『花物語』以前の作品では母と離れて少女が彷徨うものが主流であった。しかし、この作品において重要な主題として挙げられるのは、実の母と離れた少女が別の少女や女性と築く友愛関係である。実の母との別離は、少女同士が友愛関係を築く前提として存在するが、主題とは異なる。
作品に登場する少女たちは、様々な事情で実の母とは距離を置かざるを得ない状況にあるが、女学校や寄宿舎などの女性しかいない環境下で、実の母以外の女性と「母娘にも似た深い関わり」を持つことになる。相手となる少女や女性は、少女と置かれている環境の違いはあっても孤独を感じている設定であることが多く、友愛関係を築くことによって互いに孤独から開放される。
連載後期になると、そのような友愛関係の延長として同性愛に発展する話も増えた。連載初期の頃は相手に控えめに思いを寄せる姿を描いていたが、後期の作品では異性愛と同格にとらえて描かれるようになり、作品によっては異性愛よりも上位に存在する愛の形として描かれるようになった。
特にこうした女学生同士の強い絆のことをエスと言い、女学生の文化として少女たちから支持され、現実の学校でも少女同士の情熱的な関係が結ばれることが多かった。

### 文体
『花物語』に見られる独自の文体は美文調と評されるが、主語も述語も曖昧で、当時の日常生活では使われなかった古文調の言葉や文字が用いられている。本田和子は、『幻影の盾』などでアール・ヌーヴォーを思わせる美文を書いたこともある夏目漱石や、王朝文学やポール・ヴェルレーヌの訳詞などの影響があることを指摘している。
また、連載当時は『少女の友』などの雑誌の投稿欄を通して、読者同士が文通などによって交流を持つ機会も少なくなかったが、彼女たちが用いていた文体に似ているという指摘もある。

### 単行本
洛陽堂から1920年（大正9年）に刊行された単行本(全3巻)ははがき大の大きさで、本を収めるセピア色のケースの中央部には四角形の白い和紙が貼られ、繊細な文字で「花物語」と書かれている。本自体も深い緑色に金粉でスズランの花が描かれている。また、1923年（大正12年）から1926年（大正15年）に渡って交蘭社から刊行された全5巻の単行本は手の平に載るくらいに小さなサイズである。須藤しげるが挿画を担当し、表紙には花の絵が施されている。
昭和以降も単行本が刊行され、雑誌の連載を目にすることがなかった人々にも愛読された。1939年（昭和14年）に実業之日本社から刊行された、中原が表紙や挿画を手がけた単行本は、特に女学生の評判を呼んだ。1985年（昭和60年）にはこの単行本を底本とした上・中・下巻が国書刊行会から刊行され、平成になってからも同社から1995年（平成7年）には新装版が刊行された。さらに2009年（平成21年）には、河出書房新社からオリジナルの装丁による上・下巻の単行本が刊行された。

## 作品成立の背景
吉屋が『花物語』を発表する前にも野上彌生子や与謝野晶子などが少女小説を発表し、発表当時も尾島菊子の少女小説が人気を集めていた。
高等女学校卒業後の吉屋は、雑誌『良友』に童話が採用され、『良友』や博文館の『幼年世界』のような幼年雑誌で童話作家として活動し、好評を得ていた。しかし、吉屋は童話作家から少女小説家へ転身するために、『花物語』第1作にあたる「すずらん」を『少女画報』に投稿したところ、1916年7月号に採用された。同誌の主筆であった和田古江によって連載が約束され、1話読み切り形式で連載が開始された。
なお、『少女画報』へ投稿する前に『少女の友』に投稿したこともあったが、『少女の友』には不適当な内容と判断した担当編集者は、吉屋に投稿を止めるように説得する手紙と共に原稿を返送した。

## 発表後の反響
当初は7回連載の予定であったが、第1話掲載後にはすでに続編を要望する読者からの投書があった。そして、7話終了後も続編を要望する投書が多く寄せられて連載を継続することになり、吉屋が大阪朝日新聞の長編小説懸賞に応募するための作品を執筆していた時も寄稿し、その際に書き上げた『地の果まで』が1等で当選した際にも連載が継続していた。
題に掲げた折々の花から連想されるイメージや、それぞれの作品の登場人物の「艶にあでやかな風趣」を感じさせる名前などが多くの少女の嗜好をとらえて熱狂的な支持を集め、少女小説が市民権を得るようになった。『少女画報』連載当時は女学校の学生であった住井すゑも読者欄に感想を寄せている。『花物語』の1編である『釣鐘草』が、1935年（昭和10年）に霧立のぼる主演で新興キネマから、1940年（昭和15年）に高峰秀子主演で東宝から、そして『福寿草』が、1935年（昭和10年）に江川なほみ主演で新興キネマから映画化された。
やがて連載を継続するうちに、少女同士の関係が破綻する話が増え、さらに自殺や心中へと至る話も増えたことにより、識者からの批判を集めた。一方、読者層である少女や若い女性の中にも批判する人々は存在し、松田瓊子も10代であった当時に『花物語』を読み、「あきれもし、又なさけなくなった」と内容を批判する日記を書いていた。
しかし、全編から一貫して読み取れる、少女期を「女性の人生で最も美しい時代」とする価値観や、女性が主役として同性と友情を育みながら自我を形成する姿は、微温的ながらも女性の自立を表現しており、当時の閉鎖的で因習的な様々なモラルを超越した内容として、後年その価値が評価されることとなった。

## 後世への影響

### 田辺聖子への影響
吉屋を取り上げた評伝『ゆめはるか吉屋信子』の著者である田辺聖子は、『花物語』を始めとする吉屋の少女小説の熱烈なファンであることを公言している。
田辺が淀之水高等女学校（現在の淀之水高等学校）の学生であった1940年代は、どの雑誌においても『花物語』の連載は終了していたが、友人とともに古本屋を巡って『花物語』を読みふけっていたことを、証言している。田辺は『花物語』に登場する大正時代の女学生の「古風な大仰さが、夢幻的でよかった。」と評価している。

### 壺井栄への影響
1950年代前半に、壺井栄は『家庭朝日』『婦人民主新聞』『平凡』などで『私の花物語』を連載した。連載終了後には正編と続編の単行本が刊行され、さらに続編として『小さな花の物語』も単行本として刊行された。壷井は吉屋の『花物語』に触発されて書いたことを、『小さな花の物語』の単行本で証言している。
『私の花物語』は、10代後半の読者を想定して書かれた1話読み切り形式の連作短編集である。1編ごとに吉屋の『花物語』同様に花にちなんだ表題が掲げられ、女学生が主人公であった『花物語』に対し、主人公は工場や商店に勤める男女で、彼らが仕事や人生の過程で問題に直面し、進路を切り開く姿が描かれている。「明るい健康なロマンシズムとユーモアにあふれている」点は、『花物語』と異なる。

### 2000年代百合ブームへの影響
少女同士の同性愛的な関係を扱った本作品は1970年代から始まる百合作品のさきがけとされている。

## 漫画
2011年より2013年まで雑誌『Cocohana』（集英社）にて小沢真理の作画で連載された。
単行本は2014年3月25日発売。ISBN 978-4087827767

## 映画
『福寿草』（ふくじゅそう）は、1935年（昭和10年）に製作された日本の無声映画。原作は吉屋信子の小説『花物語』。